# 安井レイ
安井 レイ（やすい れい、1993年7月3日 - ）は、日本の女性ファッションモデル。

## 略歴
3人兄妹の末っ子（兄と姉がいる）として生まれる。14歳の時に福岡市の天神でスカウトされ、雑誌『Hana*chu→』のモデルとして活動を開始。
2009年、中学卒業と同時に『Hana*chu→』を卒業。同年3月に上京し、同年夏から『Ranzuki』の専属モデルとして活動。
2012年6月号で『Ranzuki』の専属モデルを卒業。同年7月号から『JELLY』の専属モデルとして活動。2013年7月号では初の単独表紙を飾った。
2021年8月号で9年間活動した『JELLY』の専属モデルを卒業。

## 人物
2014年8月16日、同日発売の『JELLY』10月号および自身のブログで妊娠7カ月であることを発表。子供の父親である男性とは6年間交際していたが、結婚を選択しなかったことも明かした。同年10月20日に第1子男児を出産した。
2018年7月30日に結婚し、2019年10月20日に結婚式を挙げた。中学の同級生である夫は初めて付き合った人で、7年越しに交際を再開し結婚に至ったという。2020年8月29日に第2子女児を出産し、2024年4月28日に第3子男児を出産した。

## 出演

### 雑誌
- Hana*chu→（2008年 - 、主婦の友社） - 専属モデル
- Ranzuki（2009年7月 - 2012年4月、ぶんか社） - 専属モデル
- JELLY（2012年5月 - 、文友舎） - 専属モデル
- 美的（2018年7月、小学館）

### 広告・CM
- プリクラ機「Be」（2011年10月、IMS社）
- マーキュリーヘア（2013年7月）
- ヴィーナスアカデミー（2014年4月）
- エンジェルハートシューズ（2015年4月）
- LOOK ME（2015年4月）
- Select FAIRY USER SELECT（2016年11月 - 、シンシア）
- 丸栄（2013年12月）

### ランウェイ
- KANSAI COLLECTION 2013 SPRING & SUMMER
- TOKYO GIRLS COLLECTION 2014 SPRING/SUMMER
- 福岡アジアコレクション
  - FUKUOKA ASIA COLLECTION 2017 SPRING-SUMMER
  - FUKUOKA ASIA COLLECTION 2019 SPRING-SUMMER
- 神戸コレクション
  - KOBE COLLECTION 2015 SPRING/SUMMER
  - KOBE COLLECTION 2015 AUTUMN/WINTER
  - KOBE COLLECTION 2016 SPRING/SUMMER
  - KOBE COLLECTION 2016 AUTUMN/WINTER
  - KOBE COLLECTION 2017 SPRING/SUMMER
  - KOBE COLLECTION 2017 AUTUMN/WINTER
  - KOBE COLLECTION 2018 SPRING/SUMMER
  - KOBE COLLECTION 2018 AUTUMN/WINTER
- 琉球アジアコレクション 2015
- GirlsAward
  - Rakuten GirlsAward 2018 SPRING/SUMMER
  - Rakuten GirlsAward 2018 AUTUMN/WINTER
- 東京ストリートコレクション
  - Tokyo Street Collection（2018年5月）
  - Tokyo Street Collection 2019

### 映画
- 劇場公開「携帯彼氏」（2009年10月）横山 役

### ドラマ
- ビットバレット（2008年、DVD）

### 舞台
- 東京俳優市場「夕月おちて」（2010年4月30日 - 5月5日、千本桜ホール）花音 役

### PV
- 幸せになりたい。 feat. CLIFF EDGE／Dear(2011年11月17日)